# Cyphochilus waterhousei
Cyphochilus waterhousei är en skalbaggsart som beskrevs av Brenske 1903. Cyphochilus waterhousei ingår i släktet Cyphochilus och familjen Melolonthidae. Inga underarter finns listade i Catalogue of Life.